# Saison 3 de Saving Grace
Chronologie
Saison 2
Cet article présente le guide des épisodes de la troisième saison de la série télévisée américaine Saving Grace.

## Épisode 1:Tous les démons
- États-Unis : 16 juin 2009 sur TNT
- Québec : 22 juin 2010 sur Séries+
- Suisse : 15 novembre 2010 sur TSR1
- Belgique :  sur RTL-TVI
- France : 
  - 8 juillet 2011 sur TMC[1]
  - 6 août 2011 sur TF6[2]

- États-Unis : 3,43 millions de téléspectateurs  (première diffusion)

## Épisode 2:C'est un légume
- États-Unis : 23 juin 2009 sur TNT
- Québec : 29 juin 2010 sur Séries+
- Suisse : 22 novembre 2010 sur TSR1
- Belgique :  sur RTL-TVI
- France :  sur TF6

## Épisode 3:Vengeance
- États-Unis : 30 juin 2009 sur TNT
- Québec : 6 juillet 2010 sur Séries+
- Suisse : 29 novembre 2010 sur TSR1
- Belgique :  sur RTL-TVI
- France :  sur TF6

## Épisode 4:La Tentation
- États-Unis : 7 juillet 2009 sur TNT
- Québec : 13 juillet 2010 sur Séries+
- Suisse : 6 décembre 2010 sur TSR1
- Belgique :  sur RTL-TVI
- France :  sur TF6

## Épisode 5:Les Vaches mortes
- États-Unis : 14 juillet 2009 sur TNT
- Québec : 20 juillet 2010 sur Séries+
- Suisse : 13 décembre 2010 sur TSR1
- Belgique :  sur RTL-TVI
- France :  sur TF6

## Épisode 6:Une armée d'anges
- États-Unis : 21 juillet 2009 sur TNT
- Québec : 27 juillet 2010 sur Séries+
- Suisse : 31 janvier 2011 sur TSR1[3]
- Belgique :  sur RTL-TVI
- France :  sur TF6

## Épisode 7:Pari perdu
- États-Unis : 28 juillet 2009 sur TNT
- Québec : 3 août 2010 sur Séries+
- Suisse : 10 janvier 2011 sur TSR1
- Belgique :  sur RTL-TVI
- France :  sur TF6

## Épisode 8:Nom de code: Pop Corn
- États-Unis : 4 août 2009 sur TNT
- Québec : 10 août 2010 sur Séries+
- Suisse : 17 janvier 2011 sur TSR1
- Belgique :  sur RTL-TVI
- France :  sur TF6

## Épisode 9:L'Attaque des Lesbiennes
- États-Unis : 11 août 2009 sur TNT
- Québec : 17 août 2010 sur Séries+
- Suisse : 24 janvier 2011 sur TSR1
- Belgique :  sur RTL-TVI
- France :  sur TF6

## Épisode 10:Le Grand Saut
- États-Unis : 18 août 2009 sur TNT
- Québec : 24 août 2010 sur Séries+
- Suisse : 20 décembre 2010 sur TSR1
- Belgique :  sur RTL-TVI
- France :  sur TF6

## Épisode 11:Il faut croire qu'on parle
- États-Unis : 29 mars 2010 sur TNT
- Suisse : 7 février 2011 sur TSR1[4]
- Québec : 24 mars 2011 sur Séries+
- Belgique :  sur RTL-TVI
- France :  sur TF6

## Épisode 12:Le Chant des oiseaux
- États-Unis : 5 avril 2010 sur TNT
- Suisse : 14 février 2011 sur TSR1[5]
- Québec : 31 mars 2011 sur Séries+
- Belgique :  sur RTL-TVI
- France :  sur TF6

## Épisode 13:Rédemption
- États-Unis : 12 avril 2010 sur TNT
- Suisse : 21 février 2011 sur TSR1[6]
- Québec : 7 avril 2011 sur Séries+
- Belgique :  sur RTL-TVI
- France :  sur TF6

## Épisode 14:J'ai tué Christine
- États-Unis : 24 mai 2010 sur TNT
- Suisse : 28 février 2011 sur TSR1[7]
- Québec : 14 avril 2011 sur Séries+
- Belgique :  sur RTL-TVI
- France :  sur TF6

## Épisode 15:Le Pour ou le Contre
- États-Unis : 31 mai 2010 sur TNT
- Suisse : 7 mars 2011 sur TSR1[8]
- Québec : 21 avril 2011 sur Séries+
- Belgique :  sur RTL-TVI
- France :  sur TF6

## Épisode 16:Rodéo
- États-Unis : 7 juin 2010 sur TNT
- Suisse : 14 mars 2011 sur TSR1[9]
- Québec : 28 avril 2011 sur Séries+
- Belgique :  sur RTL-TVI
- France :  sur TF6

## Épisode 17:L’Accident
- États-Unis : 14 juin 2010 sur TNT
- Suisse : 21 mars 2011 sur TSR1[10]
- Québec : 5 mai 2011 sur Séries+
- Belgique :  sur RTL-TVI
- France :  sur TF6

## Épisode 18:Il faut appeler Earl
- États-Unis : 21 juin 2010 sur TNT
- Suisse : 28 mars 2011 sur TSR1[11]
- Québec : 12 mai 2011 sur Séries+[12]
- Belgique :  sur RTL-TVI
- France :  sur TF6

## Épisode 19:La Lumière au bout du tunnel
- États-Unis : 21 juin 2010 sur TNT
- Suisse : 4 avril 2011 sur TSR1[13]
- Québec : 19 mai 2011 sur Séries+[14]
- Belgique :  sur RTL-TVI
- France :  sur TF6